# Alain Girel
 (juin 2022).
Si vous disposez d'ouvrages ou d'articles de référence ou si vous connaissez des sites web de qualité traitant du thème abordé ici, merci de compléter l'article en donnant les références utiles à sa vérifiabilité et en les liant à la section « Notes et références ».
Alain Girel, né le 11 août 1945 à Chambéry et mort le 11 avril 2001 à Chasselas, est un céramiste français.

## Biographie
Fils de parents instituteurs, Alain Girel passe son enfance à Montmélian en Savoie. En 1959, lui et son frère cadet Jean (né en 1947) installent leur premier atelier dans le sous-sol de la maison familiale. En 1962, les frères obtiennent leur première exposition dans la maison des jeunes et de la culture de Chambéry.
Après le baccalauréat en 1965 il entre à l’Académie du feu du sculpteur Szabo à Paris. En 1966, lui et sa future femme Mireille Dégrange achètent une maison en ruine à Valaurie, un village abandonné dans la Drôme ; ils auront deux filles, Lara, née en 1970, et Sylvia, née en 1971. À sa suite, d’autres artistes s’installeront dans le village où sont organisés stages et expositions. En 1968, il obtient le diplôme d’État de conseiller d’éducation populaire. Il refuse finalement un poste de directeur de maison des jeunes en région parisienne et décide de se consacrer entièrement à la céramique et à la sculpture.
Il rencontre sa nouvelle compagne, Jeanne Grandpierre, et s'installe avec elle à La Borne de 1974 à 1981. Il y imagine le 1er projet de Centre de la céramique. De 1981 à 1989, il enseigne à l’école des beaux-arts de Mâcon, dans la section céramique. À ce moment il achète sa troisième maison à rénover à Chasselas, dans les vignes du Mâconnais.
En 1986, il est nommé chargé de mission dans un projet auprès du ministère de la Culture. En 1988, François Mitterrand vient à l’atelier du céramiste pour choisir personnellement des pièces à acheter. Cette visite se renouvellera deux fois.
Il meurt le 11 avril 2001 des suites d’un cancer.

## Parcours artistique
À partir de 1962 et jusqu’à sa mort, Alain Girel obtient de très nombreuses expositions personnelles et participe à des expositions de groupe. On trouve ses œuvres dans des collections publiques en France, Belgique, et ailleurs. Ses créations ont été acquises, entre autres, par Hermès (des muraux pour les vitrines à Paris), une collection de bijoux pour Christian Lacroix, des œuvres pour l’émir de Qatar, etc.

### Expositions personnelles
- 1980 : Galerie D. M. Sarver, Paris
- 1980 : La Main, Bruxelles
- 1981 : Galerie Protée, Toulouse
- 1982 : Rétrospective « Alain Girel, Dix ans de céramique », La Borne
- 1984 : C.G.A., Genève
- 1985 : Galerie Böwig, Hanovre
- 1986 : Galerie Arcadie, Lyon
- 1987 : Salon de Springfield, Massachusetts
- 1987 : Galerie Protée, Toulouse
- 1988 : Galerie La Fête, Vaison-la-Romaine
- 1989 : Salon Ob’art, Paris
- 1991 : Galerie Protée, Toulouse
- 1991 : Galerie de Fiets, Delft
- 1993 : Galerie M.R., Angoulême
- 1994 : Galerie Lutz, Delft
- 1995 : Musée d’art moderne, Ostende
- 1995 : Stade d’Anderlecht, Bruxelles
- 1996 : Galerie Lutz, Delft
- 1997 : Galerie Terra viva, Saint-Quentin-la-Poterie
- 1998 : Galerie du Forum, Aspen (États-Unis)
- 1999 : Galerie Lutz, Delft
- 1999 : Abbaye d’Arthous, Hastingues

### Participations à des expositions de groupe
- 1980 : Biennale de Vallauris
- 1981 : L’Assiette (France, Suisse, Allemagne)
- 1981 : Les Métiers d’art, musée des arts décoratifs, Paris
- 1981 : Musée de Cologne, Allemagne
- 1982 : Biennale de Châteauroux
- 1982 : Musée de Darmstadt, Allemagne
- 1986 : Musée de Venloo, Amsterdam
- 1987 : Musée des Ursulines, Mâcon
- 1987 : Musée d’Oslo, Norvège
- 1987 : Musée de Bergen, Suède
- 1989 : Sélectionné pour « L’Europe des céramistes », exposition itinérante en Europe
- 1989 : Fondation Desko
- 1989 : Musée de Barcelone
- 1991 : « Scènes d’intérieur », salon professionnel de Villepinte
- 1992 : Musée de Trouville
- 1992 : Castel des Arts, Vallauris
- 1993 : Musée du Westerwald, Allemagne
- 1994 : Museum Het Princessehof, Leeuwarden
- 1994 : Maison de la Céramique, Mulhouse
- 1994 : Bornholm Kunstmuseum, Gudhjem, Danemark
- 1999 : Casino d’Ostende, Ostende
- 1999 : Musée national de la céramique, Sèvres
- 1999 : Espace Malraux, Chambéry
- 1999 : Galerie Terra viva, Saint-Quentin-la-Poterie
- 2000 : Maison de la céramique, Mulhouse
- 2014/15 : Theodor-Zink-Museum, Kaiserslautern, Allemagne

### Collections publiques
- Musée d’art et d’histoire de Chambéry
- Municipalités de Valaurie, Réauville et Fleurie
- Musée du Cinquantenaire de Bruxelles
- Ministère belge de la Culture française
- Musée des Arts décoratifs, Paris
- Musée national de la Céramique, Sèvres[2]
- Présidence de la République française
- Présidence de la République, Musée de Darmstadt, Allemagne
- FRAC de Basse-Normandie, Caen
- Fonds national d’art contemporain, Paris
- Présidence de l’État d’Égypte
- Musée d’Ostende
- Municipalité d’Andrézieux-Bouthéon
- Assemblée territoriale de Polynésie
- Musée de Stoccarda, Allemagne
- Musée Boymans, Rotterdam
- Musée royal de Delft
- Émirat du Koweït
- Principauté de Monaco
- Conseil général de Saône-et-Loire

### Prix et distinctions
- 1969 : Prix de la Jeune sculpture méditerranéenne
- 1974 : Diplôme d'honneur à la biennale de Vallauris
- 2000 : Premio internazionale di Ceramica, Vietri sul Mare, Italie

### Organisation d’expositions
Il est commissaire général d’expositions de céramique contemporaine française : Faenza (Italie), Arte Fiera à Bologne (Italie), Springfield (États-Unis), mais également créateur et commissaire général des expositions « Figuration terre », « La Terre, expression contemporaine en France », « Maîtres d’école », « L’Europe à table », « À chacun sa table » et « Verres et carafes ».
De 1986 à 1991, il est créateur et commissaire général du salon OB’ART, dans lequel 120 créateurs européens exposent. De 1977 à 1978, il organise les symposiums de La Borne, en France, et coorganise le symposium de Mâcon, en France, en 1984.

### Collaborations diverses
Il effectue diverses collaboration, notamment la création de coupes pour Daum à Paris, les décors des vitrines d’Hermès à Paris, également, la collection de bijoux pour le couturier Christian Lacroix, les vases pour Christian Tortu. 
À partir de 1985, il crée de nombreuses œuvres sélectionnées par le président de la République François Mitterrand pour les cadeaux de la présidence de la République. Il crée également les coupes Hommage aux stars pour Canal Plus et de nombreuses œuvres pour les présents de la princesse Caroline de Monaco.
Il participe en 1994 aux décors du film Dieu que les femmes sont amoureuses de Magali Clément et Pierre Lhomme. 

### Réalisations monumentales
Il décore le rond-point de Vinzelles, en France.

### Activités associatives et responsabilités
Il est délégué régional de la Maison des Métiers d’art français (INOV) et membre du conseil d’administration de 1975 à 1980. De 1979 à 1991, il est membre du conseil d'administration et vice-président d'Ateliers d'art de France (AAF). Dans le même temps, à partir de 1986, il est secrétaire général de la Fédération nationale des ateliers d'art (FNAA). 
À partir de 1991, il est délégué français du World Craft Council (WCC) Europe et il est élu au conseil d’administration en 1996, ceci jusqu'en 1999. Cette année-là, il est nommé membre du conseil d'administration et du conseil d'orientation du Centre national des arts plastiques au ministère de la Culture.

#### Vie et œuvre
- Jean Girel, Danielle le Goff et Michel Horiot, Alain Girel ou le paradis retrouvé, Fédération nationale des ateliers d'art, 2002 (ISBN 2-9500288-1-0 et 978-2-9500288-1-5, OCLC 901998128, lire en ligne) ; rééd. Paris, les Éditions Ateliers d'art de France, 2021  (ISBN 979-10-96404-22-3)

#### Catalogues personnels
- Protée, 1991 (textes de Bernard Giroud)
- Alain Girel, Galerie Mr, 1993 (texte de Gérard Gay-Barbier)
- Alain Girel, PMMK, Oostende, 1995 (existe en versions française et néerlandaise, textes de : W. Van Den Bussche, Gérard Gay-Barbier, Bernard Giroud)

#### Ouvrages, catalogues et articles
- Cet été à Dieulefit, catalogue de l’exposition, 1977 ou 1979
- Céramique contemporaine, 1978
- La Borne et ses potiers, Chaton/Talbot, 1980
- Parcours dans la céramique contemporaine, 1983
- La Terre, expression contemporaine en France, ministère de la Culture/Chambre syndicales des Ateliers d’Art, 1983
- Trois hommes de la terre, Revue de la céramique et du verre, juillet-août 1983
- La Borne, un village de potier, 1986
- Terres de France, catalogue de l’exposition, 1986 (texte de M.Gayot)
- Le Vase Soissons. Céramique contemporaine, catalogue de l’exposition, 1996
- L’Europe à table, catalogue de l’exposition, 1996, A chacun sa table, catalogue de l’exposition, 1996
- Terra Viva, 1989-1999, 10 ans de céramique-passion, catalogue de l’exposition, 1999 (texte de Serge Tribouillois)
- Verres et carafes, 1998
- Moderne Keramik aus Frankreich: 1970 bis 2000. Aus der Sammlung Kermer, Theodor-Zink-Museum, Wadgasserhof, Kaiserslautern 2014 (catalogue d'exposition : Kaiserslautern, 11 octobre 2014 – 15 février 2015)  (ISBN 978-3-936036-38-1), p. 81, pl. coul. 71
- Céramique française 1970–2000 : Donation France et Wolfgang Kermer, Sarreguemines, Édition Musées de Sarreguemines, 2018  (ISBN 978-2-91375-924-4), p. 86–87, pl. coul.

### Documentaires vidéo
- Être heureux comme(Castorama), Léo Canu, Alba Production, TF1, 2000
- Des saisons et des hommes, documentaire de Michel Fresnel 3, 1994